# Precis kowara
Precis kowara är en fjärilsart som beskrevs av Ward 1871. Precis kowara ingår i släktet Precis och familjen praktfjärilar. Inga underarter finns listade i Catalogue of Life.